# Proletariat
Proletariat, Inc. (também conhecido como Blizzard Boston) é uma desenvolvedora de jogos eletrônicos americana sediada em Boston, Massachusetts. Fundada por Seth Sivak e antigos veteranos da indústria da Zynga em 2012. A empresa foi adquirida pela Blizzard Entertainment em 2022. A Proletariat, Inc. desenvolveu vários jogos independentes e lançou seu jogo mais conhecido, Spellbreak, em setembro de 2020.

## História
Depois que a Zynga fechou seu estúdio em Boston em outubro de 2012, Seth Sivak e quatro outros ex-desenvolvedores da Boston Zynga formaram um novo estúdio independente, Proletariat Inc.
O primeiro grande lançamento da empresa foi World Zombination, um jogo de estratégia em tempo real para dispositivos móveis baseado em hordas. O estúdio levantou US$ 6 milhões de investidores de risco para terminar o jogo. O desenvolvimento do jogo começou em abril de 2013. O jogo foi finalmente lançado em fevereiro de 2015 para Android e iOS.
Em 2019, a Proletariat Inc. anunciou a conclusão de US$ 20 milhões em financiamento da Série C de investidores como Spark Capital, FirstMark Capital e Take-Two Interactive para aumentar e expandir sua equipe de desenvolvimento. Além do financiamento, o chefe de desenvolvimento corporativo e publicação independente da Take-Two Interactive, Michael Worosz, juntou-se ao conselho de diretores da Proletariat em 2019.
O Proletariat migrou dos jogos para dispositivos móveis para os títulos de PC com o lançamento do jogo de arena de ritmo acelerado Streamline em 2016, que apresentava integração completa de transmissão ao vivo que permitia aos espectadores interagir e controlar o que era exibido na  Twitch. A empresa então desenvolveu Spellbreak, um jogo de ação e conjuração de feitiços multijogador gratuito lançado em Microsoft Windows, PlayStation 4, Xbox One e Nintendo Switch em 2020.
Em junho de 2022, a Proletariat, Inc. anunciou que a empresa encerrará o desenvolvimento do Spellbreak e desligará os servidores do jogo em 2023. No dia seguinte, a Blizzard Entertainment anunciou que havia fechado um acordo para adquirir a Proletariat, Inc., e o estúdio será designado para trabalhar em World of Warcraft, começando com a nona expansão, Dragonflight.

## Jogos desenvolvidos
| Ano  | Título                            | Nota                                       |
| ---- | --------------------------------- | ------------------------------------------ |
| 2015 | World Zombination                 |                                            |
| 2016 | Streamline                        |                                            |
| 2017 | StreamLegends                     |                                            |
| 2020 | Spellbreak                        |                                            |
| 2022 | World of Warcraft: Dragonflight   | Co-desenvolvido com Blizzard Entertainment |
| 2024 | World of Warcraft: The War Within | Co-desenvolvido com Blizzard Entertainment |
| TBA  | World of Warcraft: Midnight       | Co-desenvolvido com Blizzard Entertainment |
| TBA  | World of Warcraft: The Last Titan | Co-desenvolvido com Blizzard Entertainment |

## Ligações Externas
- Site oficial da Proletariat (em inglês)